# Космос: можливі світи
«Космос: можливі світи» (ориг. Cosmos: Possible Worlds) — американський науково-документальний телесеріал 2020 року, прем’єра якого відбулася 9 березня 2020 року на National Geographic. Серіал є продовженням телесеріалу 2014 року «Космос: Одіссея в просторі та часі», який слідував за оригінальним серіалом «Космос: Особиста подорож», представленим Карлом Саганом на PBS у 1980 році. Серіал представляє астрофізик Ніл де Грасс Тайсон, сценаристом, режисером і виконавчим продюсером є Енн Друян і Бреннон Брага, іншими виконавчими продюсерами є Сет Макфарлейн і Джейсон Кларк.
Серіал складається з 13 епізодів, які транслювалися протягом семи тижнів. Телевізійна прем'єра відбулася на каналі Fox 22 вересня 2020 року. Брага пояснює, що « можливі світи » стосуються далеких, далеких планет, а також ... майбутнє як можливий світ».  Транслювався також в Україні. В серіалі є згадка про українського науковця Юрія Кондратюка, який вигадав спосіб висадки на Місяці, своїми ідеями на десятиріччя випередивши світовий прогрес.

## Розробка та виробництво
13 січня 2018 року було оголошено, що ще один сезон під назвою «Космос: можливі світи» дебютує в 2019 році на каналах Fox і National Geographic, його ведучим стане Ніл де Грасс Тайсон, а виконавчими продюсерами — Енн Друян, Сет Макфарлейн, Бреннон Брага та Джейсон. Кларк. Студійні частини були зняті в Santa Fe Studios з планами для зйомок на північному заході Тихого океану, Європі та Азії.
Прем'єра серіалу відбулася на початку березня 2020 року в Сполучених Штатах на National Geographic Channel, а потім була запланована трансляція на Fox, а також у 172 інших країнах переважно на каналах National Geographic.
Виконавчий продюсер заявила, що очікує, що серіал буде надихаючим, з великим наголосом на перспективному майбутньому, і вона сподівається, що серіал допоможе виправити антинаукову риторику та політику. Друян також заявила, що через поточні події у світі вона була мотивована «більшим відчуттям терміновості» при написанні нової серії порівняно з попередньою серією "Космос: Подорож у просторі і часі". Стосовно рядка, який вона написала для епізоду 1: «Наш корабель уяви рухається двома двигунами скептицизму та подиву», Друян сказала: "Я дуже пишаюся цим реченням, тому що саме в цьому й суть. Не обов'язково жертвувати одним заради іншого… завжди рівна міра обох. Для мене наука і скептицизм були засобами, що дозволили отримати найвеличніші духовні переживання в моєму житті. І кожне з них стосувалося того, щоб мати глибше розуміння романтики буття в Космосі та краси природи. Всесвіт, який відкриває наука, настільки дивовижніший, ніж наші предки могли коли-небудь передбачити, тому що вони ніколи не бачили, як завіса темряви відхиляється… і насправді не бачили величезність і не починали розуміти, наскільки все це велике."
Тон серіалу описується як оптимістичний. Тайсон сказав, що серіал є «дуже обнадійливим баченням того, що ми можемо зробити, якщо будемо достатньо освіченими». Друян висловиоа надію, що «якщо ми почнемо прислухатися до того, що нам говорять вчені, ми зможемо вибратися з цього жахливого безладу, який ми самі собі створили». Друян отримала нагороду National Geographic Further Award на кінофестивалі Sun Valley 2020 за роботу над фільмом «Космос».

## Акторський склад
- Ніл де Грасс Тайсон у ролі самого себе / Ведучий
- Сет Макфарлейн — президент Сполучених Штатів Гаррі С. Трумен[5]
- Патрік Стюарт — астроном Вільям Гершель[2][5]
- Вігго Мортенсен — радянський генетик рослин Микола Вавілов[2][5]
- Джадд Гірш у ролі Дж. Роберта Оппенгеймера, батька атомної бомби[5]
- Саша Саґан (донька Енн Друян і Карла Саґана) — Рейчел Грубер Саган, мати Карла Сагана[2][5]

## Епізоди
...
| № серії | Назва серії                      | Режисер(и)    | Сценарист(и)                                 | Оригінальна дата показу | Код серії | Глядачів США (млн) |
| --- | -------------------------------- | ------------- | -------------------------------------------- | ----------------------- | --------- | ------------------ |
| 1 | «Сходи до зірок»                 | Бреннон Брага | Енн Друян                                    | 9 березня 2020          | YNF201    | 0.535              |
| Пригода, що охоплює мільярди років еволюції життя та свідомості. Відвідування лабораторії, якій 100 000 років. Історія зміни способу життя, яка радикально змінила людське існування, і життя єретика, який знайшов бога у книзі природи, відкривши нам шлях до зірок. |                                  |               |                                              |                         |           |                    |
| 2 | «Минуща благодать населених зон» | Енн Друян     | Енн Друян і Бреннон Брага                    | 9 березня 2020          | YNF211    | 0.364              |
| У космосі немає прихистку від змін. Прийде час у житті Сонця, коли Земля більше не буде нашим домом. Історія наших предків, які піднялися на аналогічний виклик, і довгострокове бачення нашого майбутнього на інших світах. |                                  |               |                                              |                         |           |                    |
| 3 | «Загублене місто життя»          | Бреннон Брага | Енн Друян і Бреннон Брага                    | 16 березня 2020         | YNF203    | 0.421              |
| Нове бачення генези на дні кривавого червоного моря інфантильної Землі. Історія людини, яка знайшла перші підказки до початку життя у зеленому коштовному камені. Шукаючи походження життя, він ризикував власним життям, сміливо граючи зі своїми нацистськими катами. |                                  |               |                                              |                         |           |                    |
| 4 | «Вавілов»                        | Енн Друян     | Енн Друян та Бреннон Брага                   | 16 березня 2020         | YNF204    | 0.444              |
| У першій половині 20-го століття генетик-піонер Микола Вавілов подорожував п'ятьма континентами, збираючи скарби насіння світу. Він мріяв, що наука може бути засобом припинення голоду. Його відмова сказати наукову брехню коштувала йому життя. Героїзм його колег і його безпосередній вплив на ваше життя – це одна з найзворушливіших історій в історії науки.                                                        |                                  |               |                                              |                         |           |                    |
| 5 | «Космічний коннектом»            | Енн Друян     | Енн Друян та Бреннон Брага                   | 23 березня 2020         | YNF205    | 0.356              |
| Подорож відкриттів через еволюцію свідомості з зупинками у стародавній Греції, відвідування найбільшого організму на Землі, у зворушливу мрію покинутого сироти, яка відкрила шлях до нашого розуміння архітектури думки та далі до бачення галактичної мережі думки. |                                  |               |                                              |                         |           |                    |
| 6 | «Людина з трильйона світів»      | Енн Друян     | Енн Друян та Бреннон Брага та Андре Борманіс | 23 березня 2020         | YNF206    | 0.401              |
| Дитина лежить на килимі в бідному будинку, мріючи про міжзоряні пригоди. На світанку космічної ери кар'єра молодого Карла Сагана кувалась у зіткненні його наставників, двох наукових титанів. Саган здійснює свої дитячі мрії, продовжує їхні дослідження і передає їхнє значення всьому світу. |                                  |               |                                              |                         |           |                    |
| 7 | «Пошук розумного життя на Землі» | Бреннон Брага | Енн Друян та Бреннон Брага                   | 30 березня 2020         | YNF207    | 0.457              |
| Відкриття прихованої підземної мережі, яка є співпрацею чотирьох царств життя, та справжня історія першого контакту між людьми та істотами, які спілкуються символічною мовою та підтримують представницьку демократію протягом багатьох десятків мільйонів років. |                                  |               |                                              |                         |           |                    |
| 8 | «Жертва Кассіні»                 | Енн Друян     | Енн Друян та Бреннон Брага                   | 30 березня 2020         | YNF208    | 0.520              |
| Таємнича невідома історія науковця, який придумав, як потрапити на Місяць, борючись за своє життя у траншеї Першої світової війни. (Юрій Кондратюк) Він написав лист до майбутнього через п'ятдесят років, який зробив можливим місію "Аполлон". Та сага про двадцятирічну одіссею роботизованого дослідника, якому наказали вчинити самогубство на іншому світі.                                                           |                                  |               |                                              |                         |           |                    |
| 9 | «Магія без брехні»               | Бреннон Брага | Енн Друян та Бреннон Брага                   | 6 квітня 2020           | YNF209    | 0.384              |
| У контрінтуїтивному світі квантової механіки світло може бути двома суперечливими речами, і якось — ніхто не знає, як — невидимий спостерігач може змінити природу реальності. Людина, яка випадково виявила цю прогалину в реальності, і незавершена технологічна революція, яку це зробило можливою. |                                  |               |                                              |                         |           |                    |
| 10 | «Історія двох атомів»            | Бреннон Брага | Шаблон:StoryTeleplay                         | 6 квітня 2020           | YNF210    | 0.407              |
| Два атоми з різних частин всесвіту зустрічаються на маленькій планеті. Як смертоносний союз між наукою та державою змінив долю світу, і захоплююча історія про інших, хто звик жити в тіні великої небезпеки, поки вона не знищила їх усіх, крім одного. |                                  |               |                                              |                         |           |                    |
| 11 | «Тіні забутих предків»           | Бреннон Брага | Шаблон:StoryTeleplay                         | 13 квітня 2020          | YNF202    | 0.390              |
| Від народження диявола в стародавній Персії, де улюблена сімейна собака стає звіром, до пекучої історії святості серед макак, дослідження людського потенціалу до змін. Завершується історією того, як один із найбільших монстрів історії був перетворений на одне з її яскравих світил. |                                  |               |                                              |                         |           |                    |
| 12 | «Дорослішання в антропоцені»     | Енн Друян     | Енн Друян та Бреннон Брага                   | 13 квітня 2020          | YNF212    | 0.375              |
| Який світ може очікувати дитина, народжена у 2020 році? І коли почався наш спуск до глобального екологічного знищення? Можливий світ, що чекає на нашу дівчинку у 20-х роках її життя: темний через нашу відмову стикнутися з реальними і зростаючими викликами, з якими ми стикаємося, але закінчується посланням надії.                                                                                                   |                                  |               |                                              |                         |           |                    |
| 13 | «Сім чудес нового світу»         | Бреннон Брага | Енн Друян                                    | 20 квітня 2020          | YNF213    | Буде визначено     |
| Молоді Карл Саган і Ніл Тайсон вперше відкрили своє захоплення наукою на Всесвітніх ярмарках у Нью-Йорку минулих років. Ми відвідуємо дивовижні павільйони Всесвітнього ярмарку в Нью-Йорку 2039 року, де проблеми, які ми зараз вважаємо непереборними, були правдоподібно вирішені завдяки громадському зобов'язанню та науковій уяві. А наша дівчинка стала жінкою з дитиною і світлим майбутнім, сповненим можливостей. |                                  |               |                                              |                         |           |                    |

## Книга
Друян є автором супровідної книги до серії, випущеної в лютому 2020 року.  Як і у випадку з оригінальною книгою «Космос», вона поділена на тринадцять розділів, здебільшого названих як і епізоди,але із різноманітною послідовністю.

## Зовнішні посилання
- Космос: можливі світи на National Geographic
- Космос: можливі світи на Fox
- Космос: можливі світи на сайті IMDb (англ.)
- Cosmos: Possible Worlds на YouTube   – трейлер (2:03)